# تمارا موس
تمارا موس (بالإنجليزية: Tamara Moss)‏ هي عارضة هندية، ولدت في 9 أكتوبر 1987.

## وصلات خارجية
- الموقع الرسمي